# Norberto Padilla
Norberto Padilla (Mar del Plata, Argentina 6 de febrero de 1944-Buenos Aires, 18 de junio de 2020) fue un abogado, profesor, académico y funcionario argentino, que destacó en el ámbito del derecho constitucional y en el diálogo ecuménico en su país.

## Familia
Su padre fue Alberto Padilla Gallo, jurista que entre otras funciones desempeñó la de presidente del Colegio de Abogados de Buenos Aires y de la Academia de Derecho y Ciencias Sociales. Su madre, Elena Quirno Grondona, tuvo una reconocida labor filantrópica, colaborando con los Centros Obreros de Instrucción.
Contrajo matrimonio con Gloria Williams Gálvez, con quien tuvo un hijo y seis hijas.

## Biografía

### Primeros años
Nació el 6 de febrero de 1944 en la ciudad balnearia de Mar del Plata, Buenos Aires, Argentina. Sus padres eligieron el nombre Norberto, el mismo que llevaba su abuelo y bisabuelo maternos. Su familia estaba conformada por él, sus padres, y sus siete hermanos. Su familia era católica y muy culta, al punto que la biblioteca personal de su hermano Alejandro era conocida por la sociedad porteña como la «Biblioteca de Alejandría».
Asistió al Colegio Champagnat de Buenos Aires, a cargo de los hermanos maristas, egresándose del nivel secundario en 1961.

### Estudios y docencia
Cursó estudios en la Facultad de Derecho de la Universidad de Buenos Aires, recibiéndose de abogado en 1970. Se doctoró enl Derecho Internacional Público en 1972. Ese último año comenzó a ejercer la docencia en la Universidad de Buenos Aires en Derecho Constitucional y Derecho Constitucional Profundizado, actividad que se prolongó durante cuatro décadas, hasta 2009. Dos años después del también dio clases de Derecho Constitucional en la Universidad Católica Argentina, desde 1991 como titular de la cátedra. Desempeñó esta actividad hasta 2018, año en el que fue nombrado profesor emérito. Fue miembro del Consejo Superior de esta Universidad entre 1998 y 2002. También desarrolló la docencia en la Escuela de Abogados del Estado.

### Trayectoria pública
En 1973 colaboró con el que fuera presidente Fernando de la Rúa en la campaña que lo consagró senador. Se afilió a la Unión Cívica Radical en 1983. Desde 1983 y hasta 1989 se desempeñó como asesor del entonces senador Fernando de la Rúa, que fue presidente de la Comisión de Asuntos Constitucionales desde 1984. Después fue nombrado asesor en la Secretaría de Culto de la Nación, dependiente de la Cancillería. De 1995 a 1996 fue el subsecretario de esa secretaría; de 1997 a 1998 fue asesor del Ministro de Relaciones Exteriores Guido di Tella, y finalmente en diciembre de 1999 asumió el cargo como secretario de Culto de la Nación, con rango de embajador, cargo en el que se desempeñó hasta 2001.

### Vida académica
Tuvo una amplia actuación tanto en el campo del derecho constitucional como el diálogo ecuménico e interreligioso. Sobre este tema escribió el libro Ecumenismo y diálogo interreligioso en Argentina, así como múltiples publicaciones y conferencias.[cita requerida]
En el ámbito del diálogo interreligioso, desde 1971 fue parte de la Comisión de Ecumenismo, Relaciones con el Judaísmo del Episcopado Argentino, con quien colaboró en su relación con las comunidades del Luteranismo, del Islam y del Judaísmo, fue nombrado tres veces por el Vaticano como delegado en encuentros interreligiosos.
También fue miembro de la Asociación Argentina de Derecho Constitucional, miembro y escritor del Consejo Argentino para las Relaciones Internacionales, integrante del Consejo de Redacción de la Revista Criterio, miembro del Comité de Honor del Instituto Internacional Jacques Maritain, miembro de honor de la fundación Miguel Lillo, miembro de la Comisión Directiva del Consorcio Latinoamericano de Libertad Religiosa, miembro del Instituto de Política de la Academia Nacional de Ciencias Morales y Políticas, vicepresidente del Consejo Argentino para la Libertad Religiosa, y presidente de la Fundación Navarro Viola.
Mostró un  interés por la historia y la genealogía. Escribió varios trabajos sobre la historia de la Iglesia Católica en Argentina y fue miembro vitalicio, desde 1984, y prosecretario del Instituto Argentino de Ciencias Genealógicas, escribió varias publicaciones sobre los orígenes y la historia de muchas familias de Argentina.[cita requerida]

### Vida social
Fue miembro del Jockey Club de Buenos Aires, desde donde compartió sus conocimientos de historia, música, y cultura en general. Desde que obtuvo el cargo de presidente y secretario de la Comisión de Cultura del club, organizó diferentes eventos, para la divulgación de la ópera mediante conciertos y coloquios, y encuentros de carácter historiográfico.

### Fallecimiento
Falleció a causa de la COVID-19 el 18 de julio de 2020 en un hospital de Buenos Aires donde tenía una intervención quirúrgica programada y sufrió el contagio del virus SARS-CoV-2.

## Publicaciones
- Ecumenismo y diálogo interreligioso en Argentina. En el camino del tercer milenio (200-2003)
- Libertad religiosa y Estado Confesional. Actualidad de una discusión entre José Manuel Estrada y Félix Frías
- La Familia en el art. 14 bis de la Constitución Nacional
- Ángel Gallardo
- Objeción de conciencia frente al aborto
- Política y solidaridad
- El nuevo gran maestre de la Orden de Malta
- Los Padilla del Tucumán
- Addenda a "Los Padilla del Tucumán"